# Cordillera Central (Nueva Guinea)
La Cordillera Central de Nueva Guinea, o también las montañas de Nueva Guinea, son una cadena montañosa y un conjunto de valles intermontanos, muchos de los que apoyan la vitalidad de las comunidades agrícolas en la gran isla de Nueva Guinea. Estas tierras altas van de este a oeste a lo largo de la isla que está dividida políticamente entre Indonesia y Papúa Nueva Guinea.

## Descripción

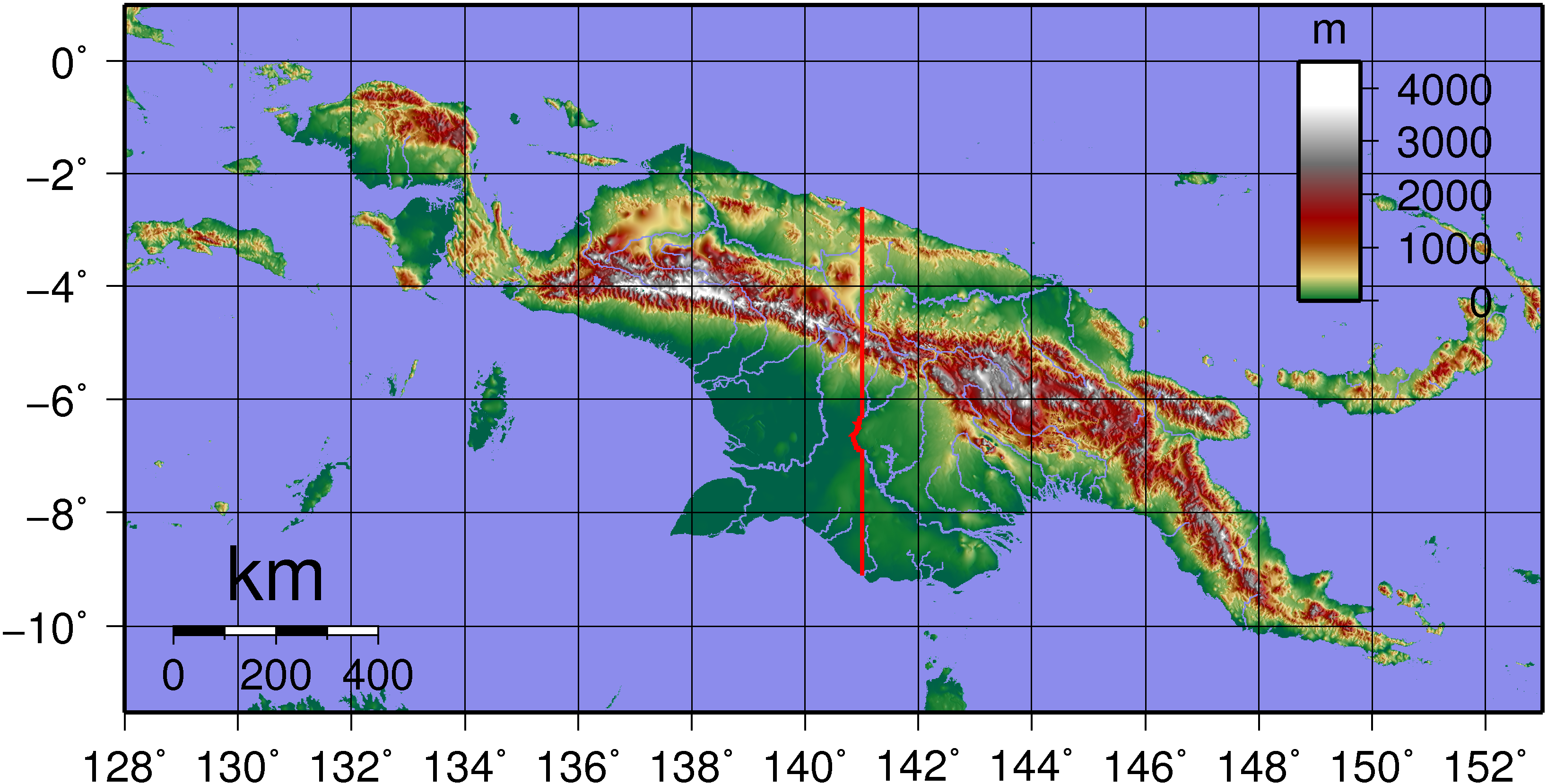
Mapa tropográfico de Nueva Guinea mostrando su Cordillera Central.

Las montañas más altas están cubiertas de hielo, muchas de ellas están por sobre los 4000 m de altura siendo Jaya con 4884 m la más alta de toda Oceanía. 
La mayoría de las montañas están habitadas por comunidades rurales tradicionales tribales en los valles cubiertos de hierba, así como grandes áreas urbanas.

## Historia
Han sido habitadas por los nativos de hace miles de años. Los primeros exploradores occidentales (Mick Leahy y Richard Archbold) llegaron a sus valles en los años 1930.

## Biogeografía
Según la altitud el WWF considera dos ecorregiones:
- Selva montana de la Cordillera Central
- Pastizales subalpinos de la Cordillera Central

### Selva montana de la Cordillera Central
La selva montana se encuentra entre los 1000 y 3000 m, distinguiéndose tres zonas altitudinales de vegetación:
- La selva montana baja va de 1000 a 1500 metros de altitud. Está dominada por árboles de hoja ancha perenne, incluyendo Castanopsis acuminatissima, Lithocarpus spp., Elaeocarpus y laureles. Coníferas Araucarias pueden formar rodales espesos.
- La selva montana alta, que se extienden desde los 1500 a 2500 metros de altura, está dominada por Nothofagus cubierto de musgo.
- El bosque altimontano se extiende desde los 2500 a 3000 metros de altitud. Las coníferas (Podocarpus, Dacrycarpus, Dacrydium, Papuacedrus, Araucaria, y Libocedrus) y árboles de hoja ancha de la familia del mirto (Myrtaceae) forman un dosel delgado, con un sotobosque prominente.

Estos bosques cuentan con 6000 especies de plantas, 44 de aves y 38 de mamíferos.

### Pastizales y páramos de la Cordillera Central
Esta ecorregión se denomina Pastizales subalpinos de la Cordillera Central por el WWF y Pastizal-páramo de Nueva Guinea por otros autores, pudiendo subdividirse en dos subregiones: un páramo subalpino desde los 3000 metros de altura y pastizal alpino desde los 4000.
- Por encima de 3000 metros de altura el bosque deja su lugar a arbustos y praderas, además de bosque de coníferas, helechos y pantanos. Los brezales de arbustos son de rododendro, Vaccinium, Coprosma, Rapanea y Saurauia, con especies muy diferentes de la selva de Nueva Guinea tropical que cubre la mayor parte de la isla.

- El hábitat alpino, por encima de los 4000 metros, se compone de plantas en roseta compacta o cojines, junto a hierbas como Ranunculus, Potentilla, Gentiana, y Epilobium, pastos (Poa y Deschampsia), briofitas y líquenes.

Las especies locales endémicas incluyen dos mamíferos: Un ratón musaraña (Pseudohydromys murinus) y una rata (Rattus novaeguineae), además de un número de aves como el ave de MacGregor del paraíso (Macgregoria pulchra), Acanthiza murina y Eulacestoma nigropectu.